# Castel Oberrain
Castel Oberrain (Schloss Oberrain in tedesco) si trova nel comune austriaco di Unken nel Distretto di Zell am See appartenente al Land Salisburghese e la sua storia inizia nel XIV secolo.

## Storia

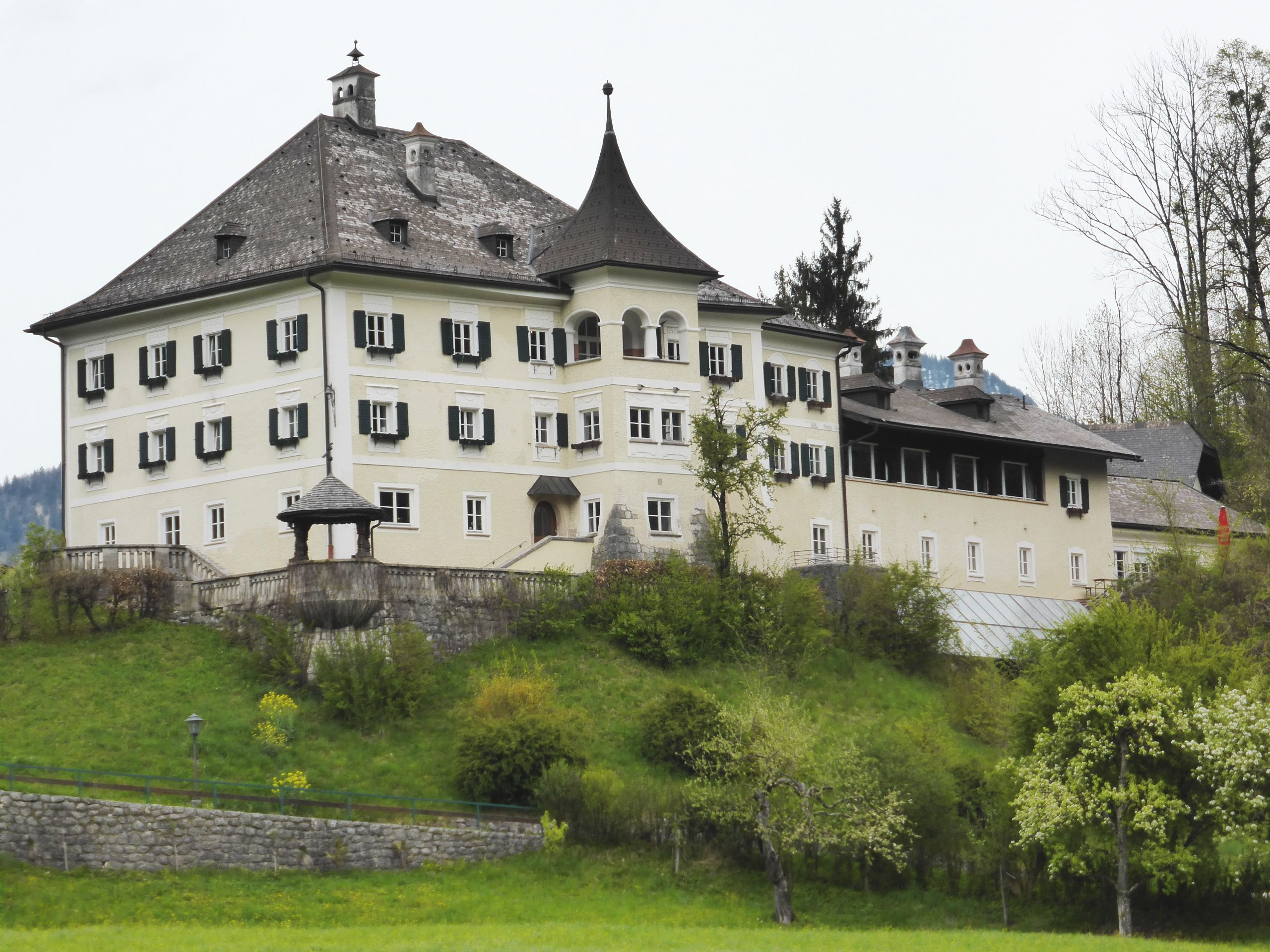
Castel Oberrain

L'edificio venne menzionato per la prima volta in un documento risalente al XIV secolo quando fu descritto come una fattoria che in seguito fu chiamata Seidlgut per via di una famiglia che vi risiedette. Ebbe per un certo periodo spazi per una locanda che in seguito fu trasferita in una nuova costruzione intorno al 1400. Ancora nel 1830 vi passava vicino la strada di campagna campestre che la collegava alla Baviera. Appartenne all'arcidiocesi di Salisburgo sino al 1848. La famiglia Seydl visse nell'abitazione fino alla metà del XVI secolo poi, nel 1575 con Georg Entgruber, la fattoria e la taverna furono vendute in proprietà frazionate a diverse persone. Fu Konrad Leyrer, un locandiere di Unken, che riuscì a riunire le proprietà pochi anni dopo e il Seidlgut rimase alla famiglia di suo genero Matheus Metzger per circa 200 anni prima di entrare in possesso di Nikolaus Rainer nel 1819. Nell'ultimo decennio del XIX secolo Josef Mayergschwentner e Johann Stainer acquisirono la proprietà, che nel frattempo era divenuta un centro termale molto noto e frequentato, ma subito dopo la cedettero al produttore tedesco di fertilizzanti Hermann Schmidtmann. Questi possedeva già castel Grubhof nel territorio di Sankt Martin bei Lofer e ristrutturò l'edificio dandogli le forme che ci sono pervenute. La figlia Florence von Poser ereditò la tenuta, che intanto aveva preso il nome Oberrain, nel 1923. Durante la seconda guerra mondiale, nel 1940, venne requisita e utilizzata dalla Nationalsozialistische Volkswohlfahrt che utilizzò l'edificio come casa di convalescenza per le madri. Con la fine della guerra la signora von Poser riacquistò la proprietà ma la vendette pochi anni dopo al Land Salisburghese. Il governo del Land ristrutturò nuovamente il palazzo ampliandolo per poterlo utilizzare come soggiorno per bambini, campo di vacanza e centro di formazione per i giovani.

## Descrizione
Castel Oberrain si trova nella parte meridionale del comune austriaco di Unken nel Distretto di Zell am See appartenente al Land Salisburghese. Pur essendo noto come castello non è mai stato una sede nobiliare quindi non è un castello in senso stretto ma lo è per il suo aspetto e la posizione che occupa quindi è normalmente compreso tra i castelli di Salisburgo. L'edificio si trova in posizione dominante sulla strada federale 1, che conduce da Lofer a Salisburgo. Il palazzo principale è di grandi dimensioni e si sviluppa su tre piani con un alto tetto a padiglione. La facciata meridionale che si affaccia sulla vallata presenta un portico a torre leggermente decentrato e coperto da un tetto a capanna svasato. L'ultimo piano della torre ha forma di loggia con un doppio arco a tutto sesto separato da una colonna centrale. Le finestre sono hanno cornici con decorazioni a stucco chiaro e le persiane sono in legno verde. I singoli piani sono otticamente separati da semplici fasce in stucco. Il cancello d'ingresso ad arco è protetto da un piccolo portico. Sul lato sinistro dell'ala principale si trova un ampliamento a due piani da cui sporge una torre rotonda con tetto a forma di tenda. L'interno è stato completamente modificato rispetto ai tempi della sua costruzione. Non è possibile entrare per visitarlo.

### Bene architettonico tutelato
Castel Oberrain dal 1993 è un monumento posto sotto tutela col numero 61139 da parte della Repubblica austriaca.